# Cayo Blanca España
Cayo Blanca España es el nombre de una isla coralina de las Pequeñas Antillas, en el Mar Caribe, parte del Parque nacional Archipiélago de Los Roques, y que administrativamente hace parte de las Dependencias Federales de Venezuela. Se encuentra en las coordenadas geográficas 11°51′18″N 66°46′50″O / 11.85500, -66.78056 al norte de la ensenada o bajos de los corales al este de isla o Cayo Fernando y al sur de Isla Larga. No posee aeropuerto por lo que la única forma de acceder a ella es a través de botes o lanchas.
Posee una superficie estimada en 25,7 hectáreas (o lo que es lo mismo 0,257 kilómetros cuadrados) con un largo de 1,92 kilómetros.